# Gareth McAuley

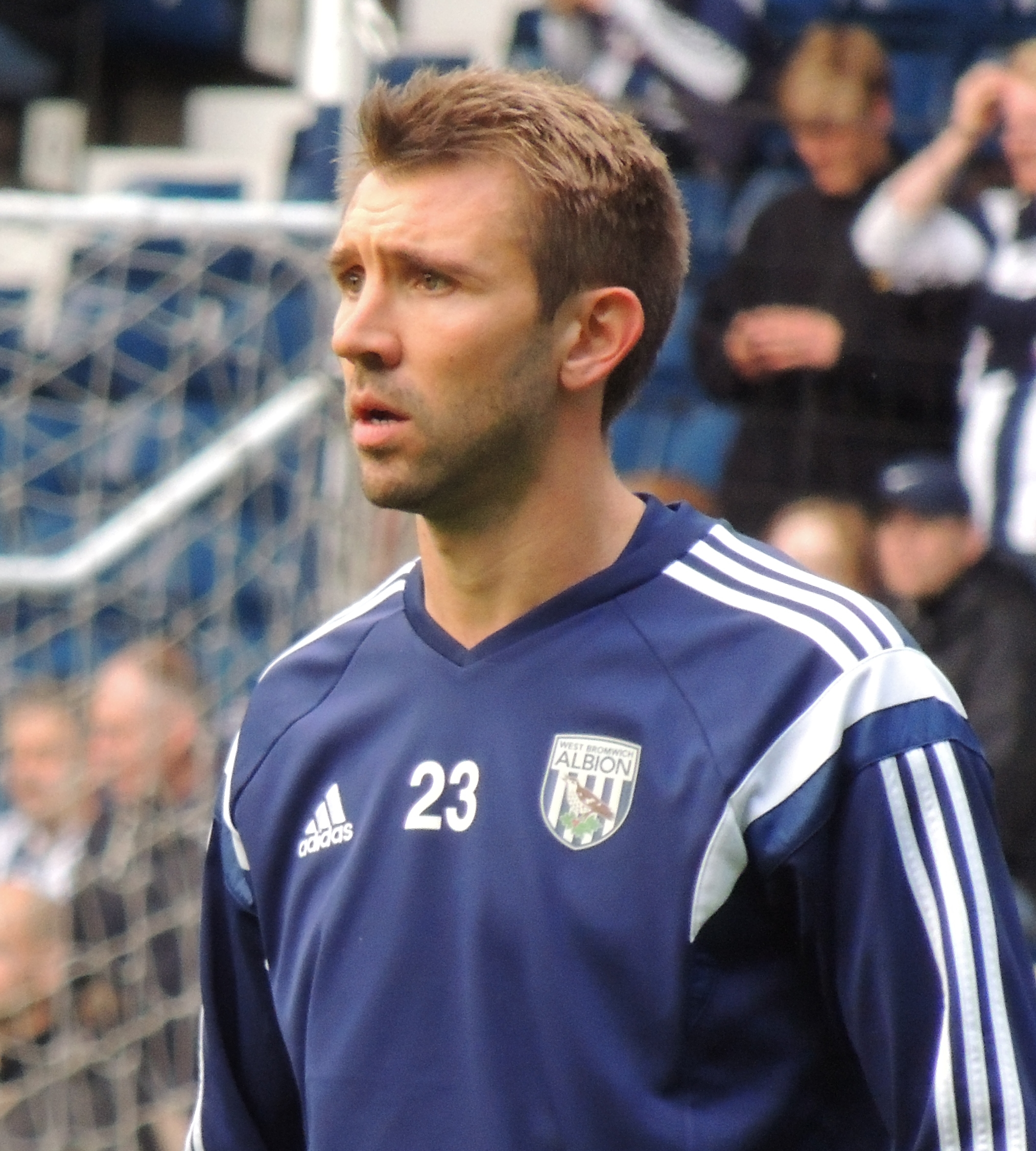
Gareth McAuley (2014)

Gareth Gerald McAuley (* 5. prosince 1979, Larne, Severní Irsko, Spojené království) je bývalý severoirský fotbalový obránce, který naposledy působil ve skotském klubu Rangers FC.

## Klubová kariéra
- Linfield FC 1996–2000
- →  Ballyclare Comrades FC (hostování) 1999–2000
- Crusaders FC 2000–2002
- Coleraine FC 2002–2004
- Lincoln City FC 2004–2006
- Leicester City FC 2006–2008
- Ipswich Town FC 2008–2011
- West Bromwich Albion FC 2011–2018
- Rangers FC 2018–2019

McAuley hrál ve své profesionální fotbalové kariéře za kluby Linfield FC, Ballyclare Comrades FC, Crusaders FC, Coleraine FC (všechny Severní Irsko), Lincoln City FC, Leicester City FC, Ipswich Town FC, West Bromwich Albion FC (všechny Anglie).

## Reprezentační kariéra
Gareth McAuley zaznamenal svůj debut za severoirský národní tým 4. 6. 2005 v přátelském utkání v Belfastu proti týmu Německa (prohra 1:4). Se svým týmem se mohl v říjnu 2015 radovat po úspěšné kvalifikaci z postupu na EURO 2016 ve Francii (byl to premiérový postup Severního Irska na evropský šampionát).
Zúčastnil se EURA 2016 ve Francii, kam jej nominoval trenér Michael O'Neill. Ve druhém utkání Severního Irska na turnaji 16. června proti Ukrajině přispěl vítězným gólem k výhře 2:0, šlo o premiérové vítězství Severních Irů na evropských šampionátech.